# Syzeuctus kenyensis
Syzeuctus kenyensis là một loài tò vò trong họ Ichneumonidae.